# Márcio Honaiser
Márcio José Honaiser, (Carazinho, 4 de abril de 1967), é um  político brasileiro, filiado ao partido PDT, eleito para o cargo de Deputado Federal por Maranhão.

## Biografia
Márcio Honaiser é um político cuja sua carreira política começou em 1998 quando foi candidato à Deputado Estadual por Maranhão, no qual não conseguiu se elegeu tendo 6.127 votos (0,38%).
Foi nomeado pelo então Governador: Flávio Dino (PCdoB), como secretário de Agricultura durante seu primeiro governo, o qual ficou até o fim de seu governo onde se candidatou à deputado estadual, sendo eleito com a votação de 56.322 votos (1,93%).
Durante o segundo governo de Flávio Dino (PCdoB), foi nomeado desta vez como Secretário de Desenvolvimento Social do Maranhão, ficando até Dezembro de 2021, onde deixou para apoiar o senador Weverton Rocha (PDT) para o Governo e para se candidatar à deputado federal em 2022, aonde foi eleito com 54.547 votos.